# Émile Guimet
Pour les articles homonymes, voir Guimet.
Émile Guimet, né le 2 juin 1836 à Lyon et mort le 12 octobre 1918 à Fleurieu-sur-Saône, est un industriel français et un collectionneur d'objets d'art extra-européens. Il s'est passionné pour les civilisations qu'il a étudiées au cours de nombreux voyages. Ses collections asiatiques ont donné naissance au musée national des arts asiatiques - Guimet.

## Biographie

### Famille et jeunesse

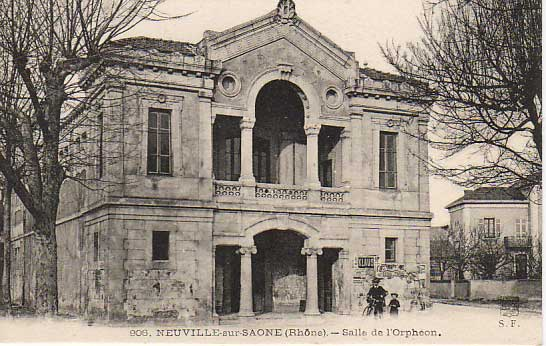
L'Orphéon, construit à Neuville-sur-Saône.

Jean-Baptiste Guimet, le père d'Émile Guimet, est l'inventeur du bleu outremer artificiel (le « bleu Guimet ») et le fondateur de Pechiney. Sa mère Rosalie Bidauld, dite Zélie, fille et nièce de peintre à sujets historiques, est elle-même une peintre reconnue de l'École lyonnaise et une musicienne.
Dans ses jeunes années Émile pratique la céramique, la peinture et la musique. Plus tard, il dirigera une chorale, et composera des œuvres musicales, pour lesquelles il fera construire un orphéon à Neuville-sur-Saône, ville qui lui doit aussi son éclairage public, une école maternelle et une bibliothèque.

### Industriel
En 1860, Émile prend sans enthousiasme la direction de l'entreprise paternelle, dont il hérite en 1871, à la mort de son père. Il développe l'usine, que celui-ci avait créée à Fleurieu-sur-Saône, dans la banlieue nord de Lyon, en réalisant l'extension des bâtiments, la construction de nouveaux fours, la création d'une halte sur la ligne de chemin de fer voisine et d'un ponton sur la Saône. En 1878, année de la 3e exposition universelle française, l'usine emploie 150 ouvriers et produit 1 000 tonnes d'outremer.
Émile préside également jusqu'à sa mort le directoire de la société Henry Merle et Compagnie, créée quelques années auparavant avec des capitaux familiaux, et qui deviendra Pechiney. L'entreprise florissante se transforme en société anonyme en 1895. Il administre également la Compagnie de Navigation Mixte dont le siège est à Marseille.

### Collectionneur

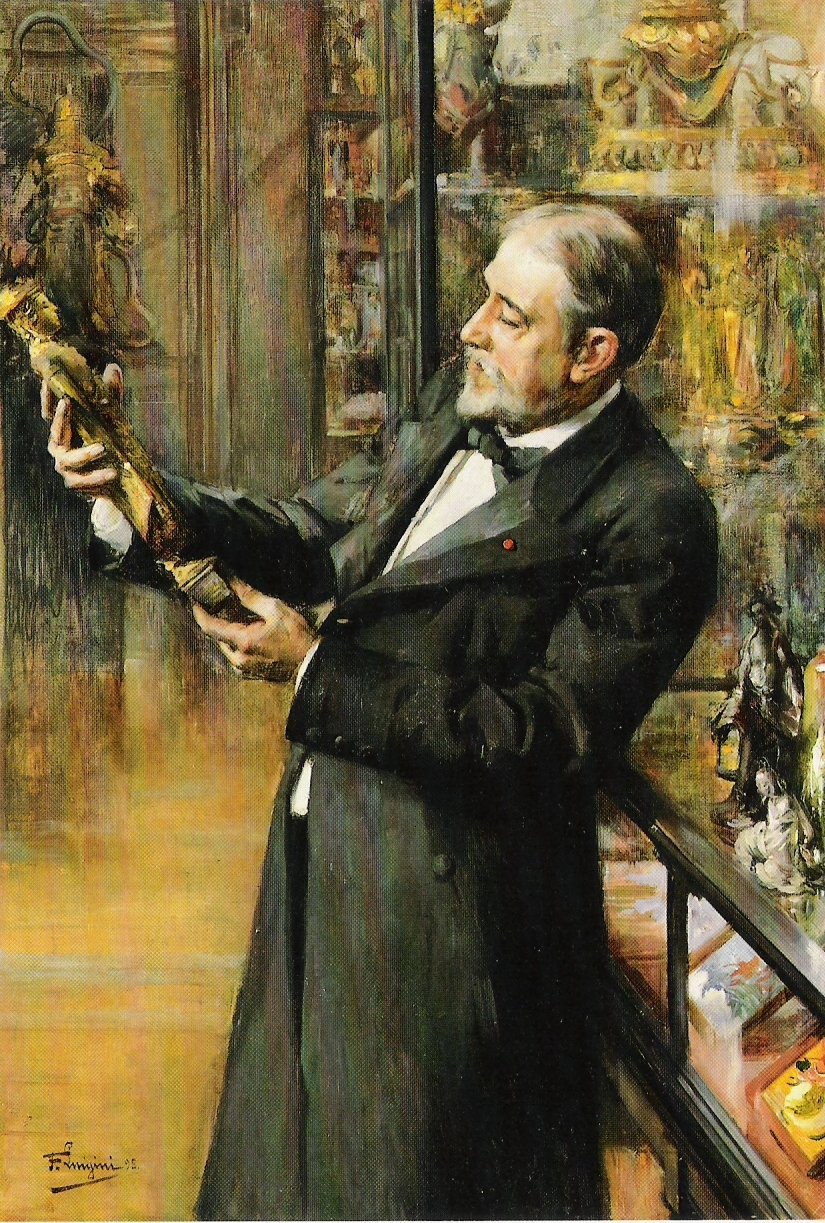
Émile Guimet dans son musée admirant une statuette de bronze japonaise, toile de Ferdinand Luigini, 1898.

Parallèlement à ses activités d'industriel, Émile Guimet entreprend des voyages. Le premier date de 1865-1866 en Égypte, destination à la mode des égyptomanes. La visite du musée de Boulaq et des temples antiques le pousse à entreprendre une collection. Il rapporte en France de nombreux objets comme des stèles, statues, sarcophages, figurines funéraires, papyrus, amulettes ou momies. Cependant, pour lui, ceux-ci sont avant tout une incitation à comprendre les civilisations : « Je sentais que ces objets que je réunissais restaient muets et que pourtant ils avaient des choses à me dire, mais que je ne savais pas les interroger. Je me mis à lire Champollion, Chabas, de Rougé, les rares livres d'égyptologie qu'on avait publiés à cette époque. Alors se dressa devant moi cette formidable histoire de l'Égypte, avec ses croyances compliquées, sa religion intense, sa philosophie grandiose, ses superstitions mesquines, sa morale pure. Des comparaisons s'imposaient avec les autres civilisations archaïques. Il fallait tourner mes regards vers l'Inde, la Chaldée, la Chine. »

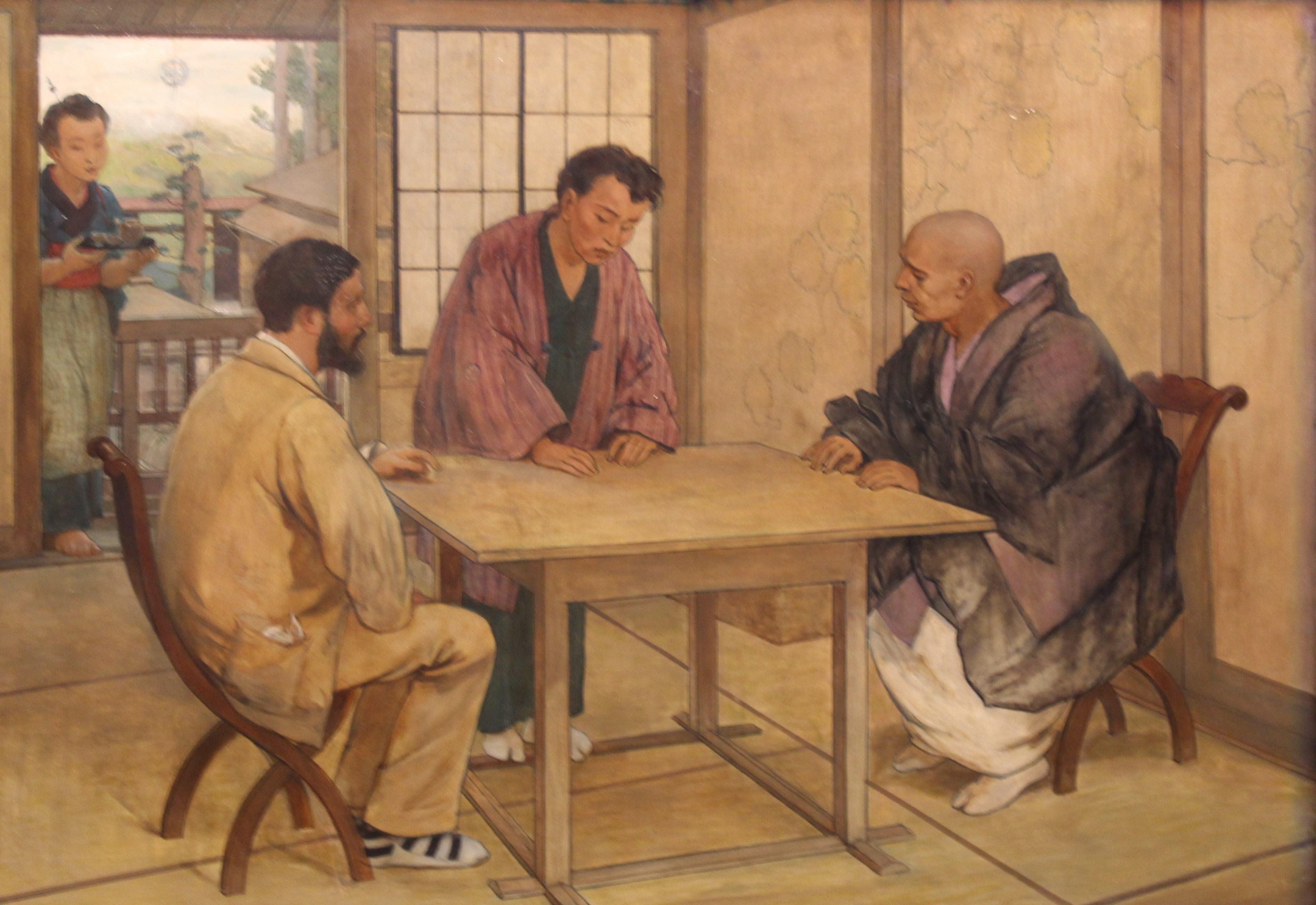
Rencontre entre Emile Guimet et un moine bouddhiste. Huile sur toile de Félix Régamey, 1876, Musée des Confluences, Lyon.

En 1876-1877, il effectue le tour du monde en compagnie du peintre Félix Régamey, il complète sa collection sur les religions et les philosophies des peuples de l'Antiquité et de l'Orient lointain. Il visite l'exposition universelle à Philadelphie. Il passe quelque temps au Japon, qui le marque particulièrement, popularisant le japonisme avec des personnalités comme Félix Bracquemond ou les Goncourt et aussi Léon Dury.
Guimet souhaite créer un lieu où exposer ses objets. Il doit s'agir, selon ses propres mots, d'une « usine scientifique ». Le projet d'Émile Guimet est de proposer une histoire comparée de la pensée religieuse sous forme d'un musée des Religions. Ce musée se découpe en trois parties : au rez-de-chaussée, objets d'art de la Chine et du Japon ; au premier , un panorama des religions d'Extrême-Orient ; au second, un aperçu des religions d'Égypte, de la Grèce et de l'Italie. Guimet est d'autant plus audacieux et novateur que l'étude des religions n'en est qu'à ses débuts ; une chaire d'histoire des religions est d'ailleurs créée en 1880 au Collège de France. En cette fin du XIXe siècle, la société française est divisée et les querelles, qui, opposent cléricaux et anticléricaux, conduiront à la séparation de l'Église et de l'État en 1905. Un musée d'histoire naturelle - Guimet ouvre donc à Lyon en 1879. Déçu par la fréquentation de son musée et par l'accueil que lui réserve la municipalité, il fait don de ses collections à l'État en 1884.
Un nouveau musée Guimet, créé à ses frais, ouvre alors à Paris en 1889 : c'est un grand succès public, et il en devient directeur à vie. En 1913, la ville de Lyon ouvre un musée Guimet au sein du muséum d'histoire naturelle. Ce musée est fermé en juillet 2007, ses collections sont conservées au musée des Confluences.
Guimet, cofondateur du musée de Paris, est aussi le vice-président, dès 1900, avec Louis-Émile Bertin (1840-1924), qui en est le président, de la Société franco-japonaise de Paris, dont le siège est au pavillon de Marsan, au sein du palais du Louvre à Paris.

### Mariage et descendance
De retour de son voyage en Orient, il épouse, le 3 septembre 1868, Lucie Sanlaville, qui meurt après seulement trois mois de mariage. Ils n'ont aucune descendance. Le 4 juin 1877, il se marie avec sa belle-sœur, Marthe Sanlaville, qui lui donne un fils unique, Jean Guimet (1880 - 1920). Celui-ci développe l'entreprise familiale et crée des usines à l'étranger ; en 1940, le bleu Guimet dispose de 140 agents dans le monde. Lui-même est père d'un fils unique, Jacques Émile Guimet (27 avril 1908 - 23 octobre 1989), qui reprend l'entreprise après la Seconde Guerre mondiale, mais il doit la céder à un concurrent anglais en 1967. Sur l'emplacement de l'usine de Fleurieu, il crée  une zone d'activités artisanales.

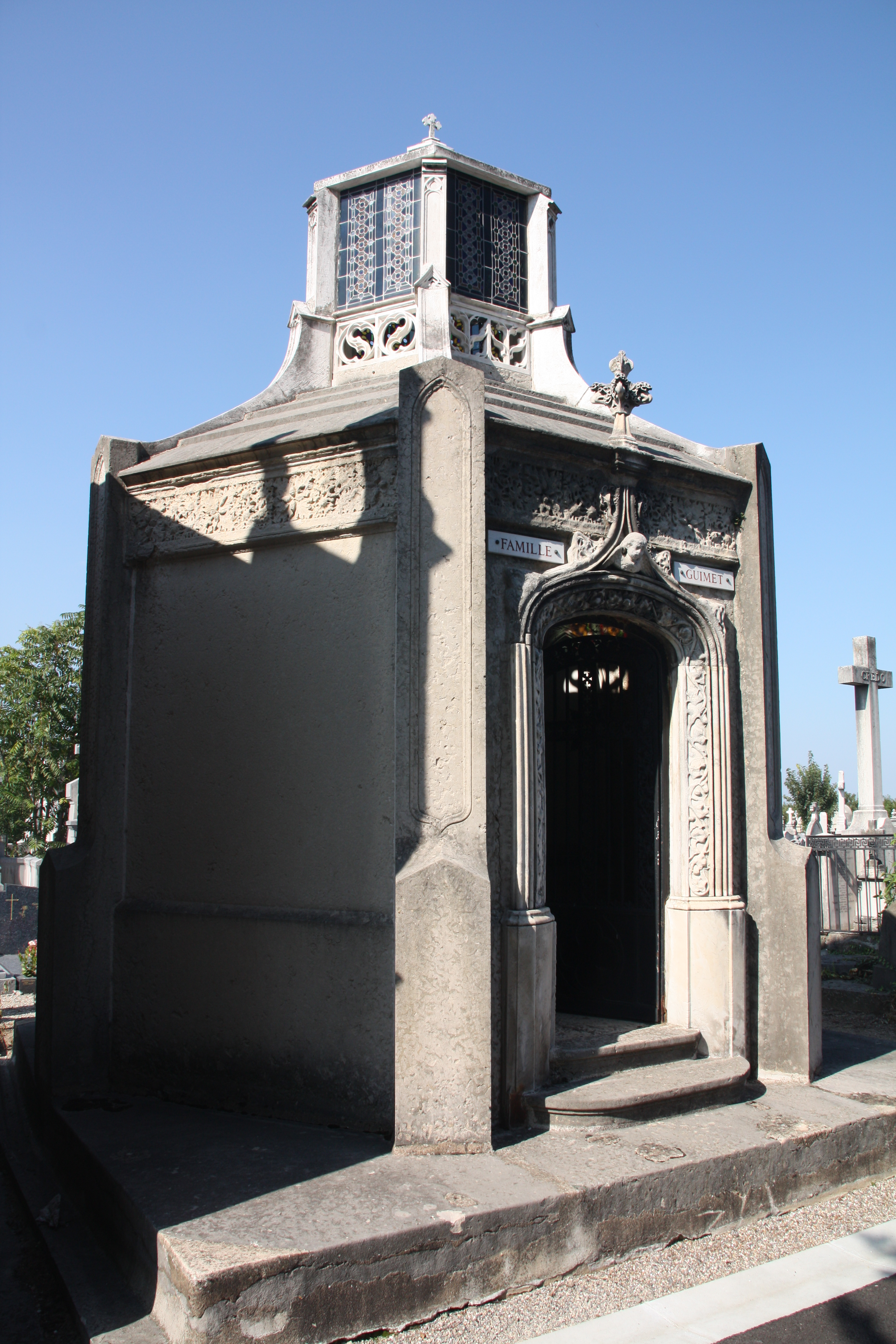
Tombe d'Émile Guimet dans le cimetière de Loyasse.

Décédé le 12 octobre 1918, le corps d'Emile Guimet repose dans une chapelle du cimetière de Loyasse (5e arrondissement de Lyon), réalisée par l'architecte Prosper-Édouard Bissuel.

## Distinctions
- Officier de la Légion d'honneur
- Officier de l'Instruction publique

### Hommages et postérité
La rue du Musée Guimet se trouve devant l'ancien musée Guimet à Lyon 6e.

### Œuvres d'Émile Guimet

#### Œuvres littéraires

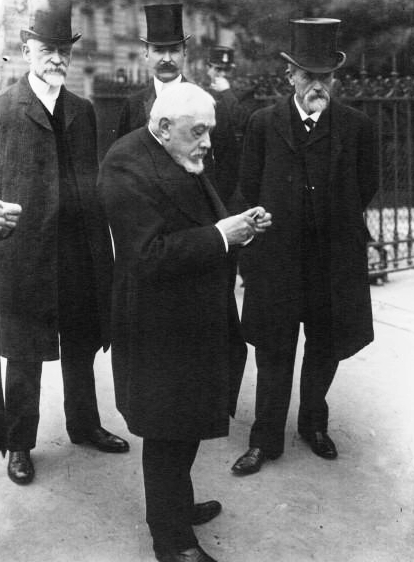
Émile Guimet lors d'une inauguration au musée Guimet en 1910.

- Croquis égyptiens : Journal d’un touriste, Paris, 1867.
- Bonjour Kanagawa, illustrations de Félix Régamey Paris, 1876 ; trad. japonaise, Tokyo, 1977.
- Lettres sur l'Algérie, 1877.
- Rapport au Ministre de l’Instruction Publique et des Beaux-Arts sur la mission scientifique de M. Émile Guimet dans l’Extrême-Orient, Lyon, 1878.
- Promenades japonaises (ill. Félix Régamey, dessins d'après nature), t. 1, Paris, G. Charpentier, 1878, 212 p. (BNF 30560305, lire en ligne sur Gallica).
- Promenades japonaises. Tokio-Nikko (ill. Félix Régamey), t. 2, Paris, G. Charpentier, 1880, 288 p. (BNF 30560306, lire en ligne sur Gallica).
- Promenades japonaises (préf. Hervé Beaumont, ill. Félix Régamey), Garches, À propos, 2017, 288 p. (ISBN 978-2-915398-16-8) — Édition en fac-similé en un volume du récit de voyage paru en 2 tomes chez G. Charpentier, Paris, 1878 et 1880. 176 illustrations & 52 lettrines.
- Huit jours aux Indes, Hachette, 1889 (dessins d'après nature par Félix Régamey), Editions Libretto, Coll. Libretto, 2016.
- Le Jubilé du musée Guimet : 25e anniversaire de sa fondation, 1879–1904, Paris, 1904.
- Cinquantenaire du musée Guimet : 1er janvier 1860 – 1er janvier 1910, Paris, 1910.

#### Œuvres musicales
- L'Œuf blanc et l'œuf rouge, ballet, créé à Lyon le 27 novembre 1867.
- Tai-Tsoung, opéra en cinq actes, 1894, inspiré de la vie de Tai-Tsoung.

#### Ouvrages et chapitres d'ouvrage
- Hervé Beaumont, Les Aventures d'Emile Guimet. Un industriel voyageur, Éditions Flammarion, 2014, 376 p. (lire en ligne).
- Hubert Guimet, Jean-Baptiste et Emile GUIMET. A la confluence de l'art, de la science et de l'industrie, Lyon, Éditions lyonnaises d'art et d'histoire, 2018, 191 p. (ISBN 978-2-84147-335-9).
- (en) Elen P. Conant, « The French Connexion: Emile Guimet's Mission to Japan, A Cultural Context for Japonism », dans Hilary Conroy, Sandra T.W. Davis & Wayne Patterson (Eds.), Japan in Transition: Thought and Action in the Meiji Era, 1868-1912, London and Toronto, Associated University Presses, 1984, 318 p. (ISBN 978-0-838-63169-0), p. 113-146
- Louis David, « GUIMET Émile (1836-1918) », dans Dominique Saint-Pierre (dir.), Dictionnaire historique des académiciens de Lyon 1700-2016, Lyon, Éditions de l'Académie, 2017, 1370 p. (ISBN 978-2-955-94330-4), p. 652-654 et passim
- Bernard Frank, Le panthéon bouddhique au Japon : Collections d'Emile Guimet, Paris, Réunion des musées nationaux, 1991, 335 p. (ISBN 978-2-913217-38-6, présentation en ligne)
- Francis Macouin et Keiko Omoto, Quand le Japon s'ouvrit au monde : Émile Guimet et les arts d'Asie, Paris, Gallimard, coll. « Découvertes Gallimard », 2001, 192 p. (ISBN 978-2-07-076084-8)Nouvelle édition augmentée et mise à jour de Quand le Japon s'ouvrit au monde, 1990,  176 p.  (ISBN 978-2-070-53118-9)

#### Articles
- Jérôme Ducor, « La cigale laborieuse et la fourmi dépensière: portraits croisés de Félix Régamey et Émile Guimet », Journal Asiatique, vol. 304, no 2,‎ 2016, p. 265-302 (DOI 10.2143/JA.304.2.3186093)
- Frédéric Girard, « Émile Guimet, le Japon (1876) et l’Histoire des religions », Journal of International Philosophy,, International Center for Philosophy, Toyo University, no 5,‎ 2016, p. 287-318 (HAL hal-02542136, lire en ligne)
- Jean-François Jarrige, « Émile Guimet (1836-1917) : un novateur et un visionnaire », Comptes rendus des séances de l'Académie des Inscriptions et Belles-Lettres, no 4,‎ 2000, p. 1361-1368 (DOI 10.3406/crai.2000.16217)
- Francis Macouin, « GUIMET, Émile (2 juin 1836, Lyon – 12 octobre 1918, Fleurieu-sur-Saône) », sur inha.fr, 12 mars 2009 (consulté le 26 janvier 2021)